# Nova Itaberaba
Nova Itaberaba är en kommun i Brasilien.   Den ligger i delstaten Santa Catarina, i den södra delen av landet, 1 300 km söder om huvudstaden Brasília. Antalet invånare är 4 267.
I omgivningarna runt Nova Itaberaba växer huvudsakligen savannskog. Runt Nova Itaberaba är det ganska glesbefolkat, med 40 invånare per kvadratkilometer.